# Pak Song-chol (Fußballspieler, 1987)
Pak Song-chol (koreanisch 박성철; * 24. September 1987) ist ein nordkoreanischer Fußballspieler.

## Karriere
Pak tritt international als Spieler der Rimyongsu SG in Erscheinung.
Der Mittelfeldakteur nahm 2007 mit der nordkoreanischen U-20-Auswahl an der Junioren-WM 2007 in Kanada teil und kam in allen drei Gruppenspielen gegen Panama, Tschechien und Argentinien zum Einsatz. Im Oktober 2007 spielte er für die nordkoreanische Nationalmannschaft in den beiden Erstrundenpartien der WM-Qualifikation gegen die Mongolei, im März 2008 kam ein weiterer WM-Quali-Einsatz gegen Südkorea hinzu. 
2008 spielte er mit einer B-Auswahl der Nationalmannschaft im AFC Challenge Cup. Mit sechs Treffern sicherte er sich den Titel des Torschützenkönigs (2 Treffer gegen Sri Lanka, 1 gegen Nepal, lupenreiner Hattrick gegen Myanmar), zum Turniersieg reichte es nach einer 0:1-Niederlage im Halbfinale gegen Tadschikistan nicht. 2010 nahm er als Kapitän erneut mit der B-Mannschaft Nordkoreas am AFC Challenge Cup teil. Bei dieser Auflage setzen sich die Ostasiaten im Finale gegen Turkmenistan durch und qualifizierten sich durch den Gewinn dieses Turniers auch für die Fußball-Asienmeisterschaft. Pak selbst erzielte zwei Treffer (1 gegen Kirgisistan, 1 gegen Myanmar).
Mit der nordkoreanischen Olympiaauswahl (U-23) scheiterte er 2007 in der finalen Qualifikationsrunde für die Olympischen Spiele 2008, 2009 belegte er mit dem Olympiateam bei den Ostasienspielen in Hongkong den vierten Rang. Pak erzielte dabei im Turnierverlauf zwei Treffer und traf auch in den beiden verlorenen Elfmeterschießen seines Teams.